# Primi ministri dell'Australia
I primi ministri del Commonwealth dell'Australia dal 1901 ad oggi sono stati i seguenti.

## Lista
| N°   | Primo ministro | Primo ministro | Primo ministro                  | Partito                      | Coalizione di governo | Elezione                 | Mandato           | Mandato              |
| N°   | Primo ministro | Primo ministro | Primo ministro                  | Partito                      | Coalizione di governo | Elezione                 | Dal               | Al                   |
| ---- | -------------- | -------------- | ------------------------------- | ---------------------------- | --------------------- | ------------------------ | ----------------- | -------------------- |
| 1    |                |                | Sir Edmund Barton (1849-1920)   | Protezionista                | –                     | 1901                     | 1º gennaio 1901   | 24 settembre 1903    |
| 2    |                |                | Alfred Deakin (1856-1919)       | Protezionista                | –                     | 1903                     | 24 settembre 1903 | 27 aprile 1904       |
| 3    |                |                | Chris Watson (1867-1941)        | Laburista                    | LPP – ALP             | -                        | 27 aprile 1904    | 18 agosto 1904       |
| 4    |                |                | Sir George Reid (1845-1918)     | Partito del Libero Commercio | LPP – AFTLA           | -                        | 18 agosto 1904    | 5 luglio 1905        |
| (2)  |                |                | Alfred Deakin (1856-1919)       | Protezionista                | –                     | 1906                     | 5 luglio 1905     | 13 novembre 1908     |
| 5    |                |                | Andrew Fisher (1862-1928)       | Laburista                    | –                     | -                        | 13 novembre 1908  | 2 giugno 1909        |
| (2)  |                |                | Alfred Deakin (1856-1919)       | Liberale                     | –                     | -                        | 2 giugno 1909     | 29 aprile 1910       |
| (5)  |                |                | Andrew Fisher (1862-1928)       | Laburista                    | –                     | 1910                     | 29 aprile 1910    | 24 giugno 1913       |
| 6    |                |                | Sir Joseph Cook (1860-1947)     | Liberale                     | –                     | 1913                     | 24 giugno 1913    | 17 settembre 1914    |
| (5)  |                |                | Andrew Fisher (1862-1928)       | Laburista                    | –                     | 1914                     | 17 settembre 1914 | 27 ottobre 1915      |
| 7    |                |                | Billy Hughes (1862-1952)        | Laburista                    | –                     | -                        | 27 ottobre 1915   | 14 novembre 1916     |
| (7)  |                |                | Billy Hughes (1862-1952)        | Nazionalista                 | –                     | 1917 1919 1922           | 14 novembre 1916  | 9 febbraio 1923      |
| 8    |                |                | Stanley Bruce (1883-1952)       | Nazionalista                 | –                     | 1925 1928                | 9 febbraio 1923   | 22 ottobre 1929      |
| 9    |                |                | James Scullin (1876-1953)       | Laburista                    | –                     | 1929                     | 22 ottobre 1929   | 6 gennaio 1932       |
| 10   |                |                | Joseph Lyons (1879-1939)        | Australia Unita              | UAP – NPA             | 1931 1934 1937           | 6 gennaio 1932    | 7 aprile 1939 (†)    |
| 11   |                |                | Sir Earle Page (1880-1961)      | Nazionale                    | UAP – NPA             | -                        | 7 aprile 1939     | 26 aprile 1939       |
| 12   |                |                | Sir Robert Menzies (1894-1978)  | Australia Unita              | UAP – NPA             | 1940                     | 26 aprile 1939    | 28 agosto 1941       |
| 13   |                |                | Sir Arthur Fadden (1895-1961)   | Nazionale                    | UAP – NPA             | -                        | 28 agosto 1941    | 7 ottobre 1941       |
| 14   |                |                | John Curtin (1885-1945)         | Laburista                    | –                     | 1943                     | 7 ottobre 1941    | 5 luglio 1945 (†)    |
| 15   |                |                | Frank Forde (1890-1983)         | Laburista                    | –                     | -                        | 5 luglio 1945     | 13 luglio 1945       |
| 16   |                |                | Ben Chifley (1885-1951)         | Laburista                    | –                     | 1946                     | 13 luglio 1945    | 19 dicembre 1949     |
| (12) |                |                | Robert Menzies (1894-1978)      | Liberale                     | LPA – NPA             | 1949 1955 1958 1961 1963 | 19 dicembre 1949  | 26 gennaio 1966      |
| 17   |                |                | Harold Holt (1908-1967)         | Liberale                     | LPA – NPA             | 1966                     | 26 gennaio 1966   | 19 dicembre 1967 (†) |
| 18   |                |                | Sir John McEwen (1900-1980)     | Nazionale                    | LPA – NPA             | -                        | 19 dicembre 1967  | 10 gennaio 1968      |
| 19   |                |                | Sir John Gorton (1911-2002)     | Liberale                     | LPA – NPA             | 1969                     | 10 gennaio 1968   | 10 marzo 1971        |
| 20   |                |                | Sir William McMahon (1908-1988) | Liberale                     | LPA – NPA             | -                        | 10 marzo 1971     | 5 dicembre 1972      |
| 21   |                |                | Gough Whitlam (1916-2014)       | Laburista                    | –                     | 1972 1974                | 5 dicembre 1972   | 11 novembre 1975     |
| 22   |                |                | Malcolm Fraser (1930-2015)      | Liberale                     | LPA – NPA             | 1975 1977 1980           | 11 novembre 1975  | 11 marzo 1983        |
| 23   |                |                | Bob Hawke (1929-2019)           | Laburista                    | –                     | 1983 1984 1987 1990      | 11 marzo 1983     | 20 dicembre 1991     |
| 24   |                |                | Paul Keating (n. 1944)          | Laburista                    | –                     | 1993                     | 20 dicembre 1991  | 11 marzo 1996        |
| 25   |                |                | John Howard (n. 1939)           | Liberale                     | LPA – NPA             | 1996 1998 2001 2004      | 11 marzo 1996     | 3 dicembre 2007      |
| 26   |                |                | Kevin Rudd (n. 1957)            | Laburista                    | –                     | 2007                     | 3 dicembre 2007   | 24 giugno 2010       |
| 27   |                |                | Julia Gillard (n. 1961)         | Laburista                    | –                     | 2010                     | 24 giugno 2010    | 27 giugno 2013       |
| (26) |                |                | Kevin Rudd (n. 1957)            | Laburista                    | –                     | -                        | 27 giugno 2013    | 18 settembre 2013    |
| 28   |                |                | Tony Abbott (n. 1957)           | Liberale                     | LPA – NPA             | 2013                     | 18 settembre 2013 | 15 settembre 2015    |
| 29   |                |                | Malcolm Turnbull (n. 1954)      | Liberale                     | LPA – NPA             | -                        | 15 settembre 2015 | 24 agosto 2018       |
| 29   | 2016           |                | Malcolm Turnbull (n. 1954)      | Liberale                     | LPA – NPA             |                          | 15 settembre 2015 | 24 agosto 2018       |
| 30   |                |                | Scott Morrison (n. 1968)        | Liberale                     | LPA – NPA             | -                        | 24 agosto 2018    | 23 maggio 2022       |
| 30   | 2019           |                | Scott Morrison (n. 1968)        | Liberale                     | LPA – NPA             |                          | 24 agosto 2018    | 23 maggio 2022       |
| 31   |                |                | Anthony Albanese (n. 1963)      | Laburista                    | –                     | 2022 2025                | 23 maggio 2022    | in carica            |